# Adventhaus (Berlin-Wilmersdorf)

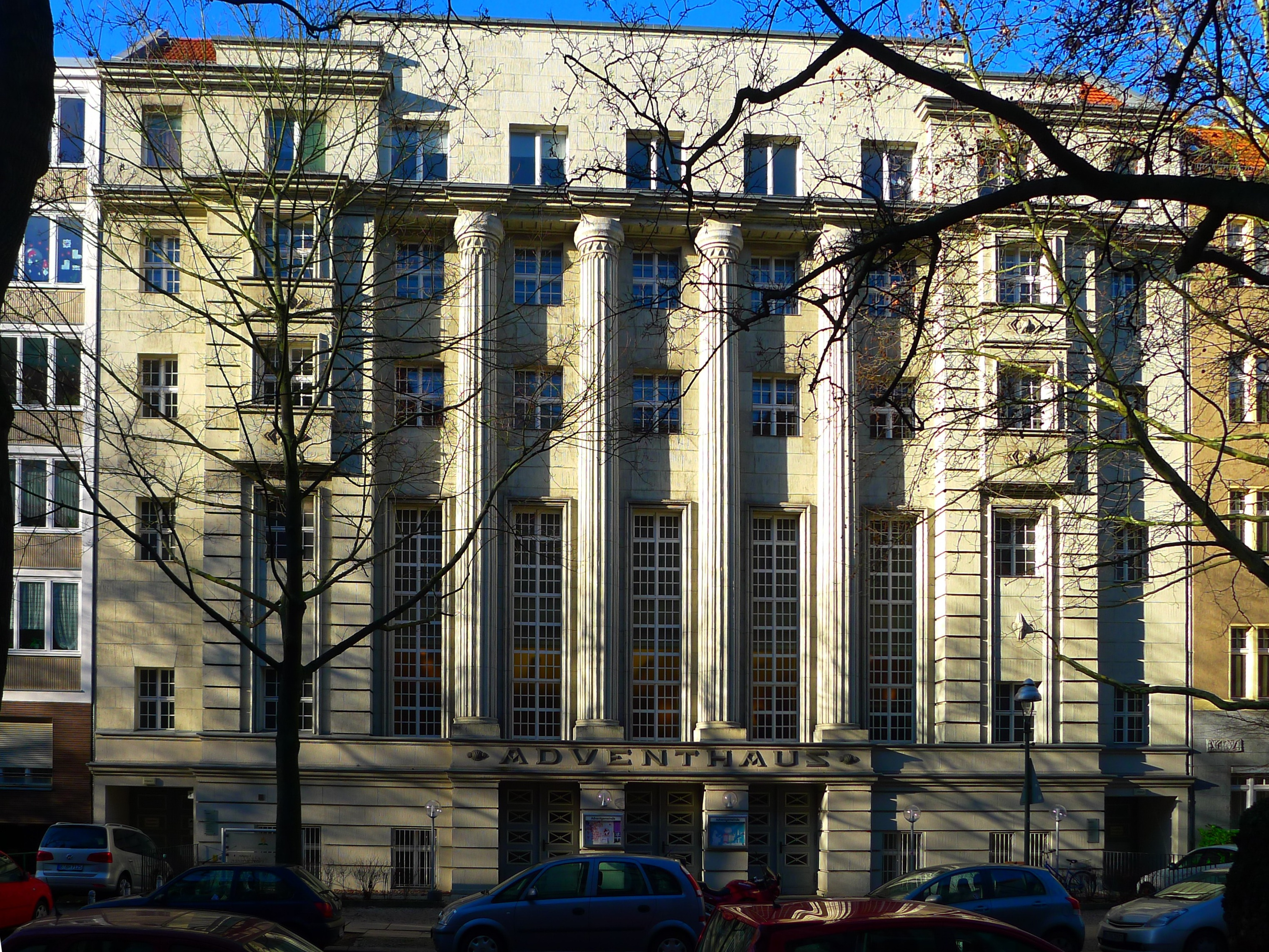
Adventhaus in Berlin-Wilmersdorf

Das Adventhaus Wilmersdorf ist ein Kirchenbau der Adventgemeinde im Ortsteil Wilmersdorf des Bezirks Charlottenburg-Wilmersdorf von Berlin. Das Gebäude wurde von 1925 bis 1927 nach Entwürfen von Carl Jakob errichtet und steht unter Denkmalschutz.

## Geschichte
Die Adventgemeinde Wilmersdorf wurde 1911 gegründet. Diese versammelte sich zuerst zu ihren Gottesdiensten in gemieteten Räumen in der damaligen Kaiserallee und später in der Güntzelstraße. Im Sommer 1925 fand die Grundsteinlegung für das von Carl Jakob entworfene Adventhaus in der Koblenzer Straße 3 statt. Am 22. Januar 1927 wurde das Gemeindezentrum eingeweiht. Im Zweiten Weltkrieg blieb es von Schäden weitgehend verschont. In dem Gebäude sind auch die Verwaltung der Berliner Adventgemeinden und des Advent-Wohlfahrtswerks untergebracht.

## Baubeschreibung
Der t-förmige Gebäudekomplex ist ein Stahlbeton-Skelettbau. Die Fassade des sechsgeschossigen Vorderhauses ist oberhalb des Erdgeschosses bis zum Fries unterhalb des letzten Geschosses durch vier Pilaster zwischen zwei Risaliten gegliedert. Der große Saal mit über 1200 Sitzplätzen befindet sich im ersten Obergeschoss. Er reicht von der Fassade des Vorderhauses, in dem außerdem Wohnungen und Verwaltungsräume liegen, bis zum Ende des Baukörpers, der in die Tiefe des Grundstücks ragt. Durch eine Glaswand wurde von ihm die Winterkirche abgetrennt. Unter dem großen Saal liegt ein kleiner, der ursprünglich als Werktagskapelle diente. Er wurde unterteilt und beherbergt heute die koreanische Gemeinde.